# Tablou canvas

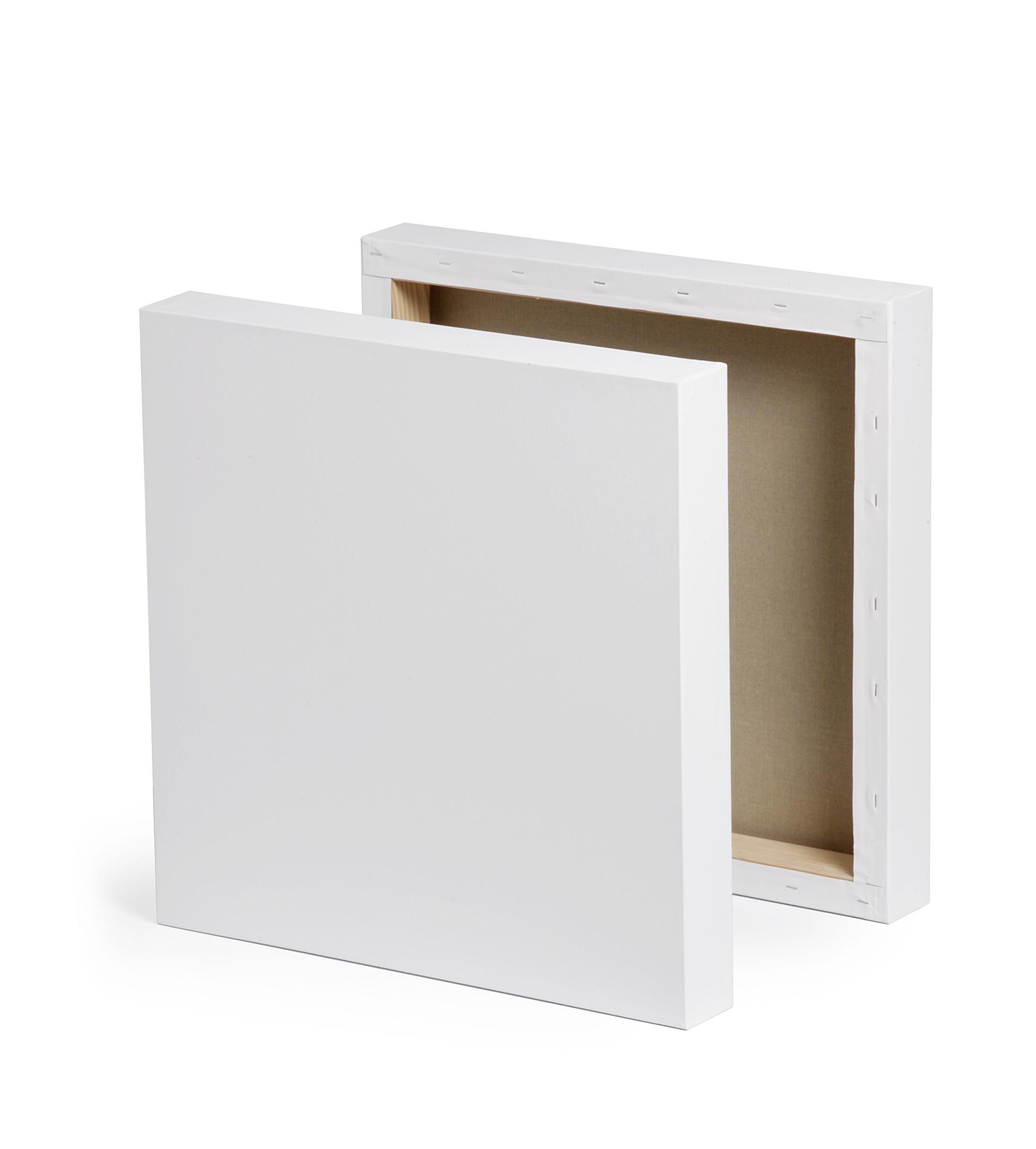
Tablou canvas

Un tablou canvas este rezultatul unei imagini imprimate pe pânză, care este întinsă pe un cadru (șasiu) de lemn. Tablourile canvas sunt folosite în designul interior, utilizând imagini stoc, sau personalizate cu fotografii personale. Tablourile canvas pot reproduce aspectul unei picturi în ulei sau acrilice.

## Metode de imprimare
Reproducerile operelor de artă originale au fost imprimate pe pânză timp de multe decenii, folosind tipar offset. Începând cu anii 1990, imprimarea pe pânză a fost schimbată cu metoda de imprimare prin sublimare sau cu jet de cerneală. Materialul de imprimare este, în general, din bumbac sau din material sintetic. Aceste metode permit artiștilor și fotografilor să imprime lucrările lor direct pe pânză, la o calitate impecabilă.

## Realizarea unui tablou canvas
Pânza imprimată cu imaginea dorită este tăiată la dimensiune, apoi se întinde cu fermitate pe șasiul de lemn și capsată pe partea din spate. Cadrele sunt de obicei construite din lemn de brad masiv pentru o rezistență sporită. Astfel se obține un tablou personalizat de calitate, care va rămâne mult timp în proprietatea celui care l-a cumpărat sau celui care l-a primit drept cadou.

## Utilizare
Tablourile printate pe pânză sunt frecvent utilizate în decorațiunile interioare din casă sau apartament, cu modele alese de designeri de interior profesioniști, sau de proprietar. Pot fi personalizate cu fotografia proprie a proprietarului.
Tablourile canvas sunt folosite ca o alternativă mult mai ieftină pentru operele de artă originale.

## Tablourile multicanvas
Tablourile multicanvas sunt frecvent folosite pentru spațiile largi, living-uri, holuri, pentru cluburi, restaurante sau în alte localuri. Prin îmbinarea tablourilor în seturi de câte 2, 3, 4, 5, sau chiar mai multe piese dau o impresie vizuală deosebită și un design modern. Un tablou multicanvas poate fi compus dintr-o serie de imagini diferite, sau părți ale unei imagini, rezultând decorațiuni originale pentru interioare avangardiste.